# Лікавка
Лікавка (словац. Likavka) — село, громада округу Ружомберок, Жилінський край. Кадастрова площа громади — 18.26 км².
Населення 3032 особи (станом на 31 грудня 2018 року).

## Географія
Протікає потік Лікавка.

## Історія
Лікавка згадується 1315 року.

## Населення
| Рік:            | 1994. | 2004.   | 2014.   | 2024.   |
| --------------- | ----- | ------- | ------- | ------- |
| Кількість осіб: | 2870  | 3012    | 3045    | 2846    |
| Різниця:        |       | +4,94 % | +1,09 % | -6,53 % |

| Рік:            | 2023. | 2024.   |
| --------------- | ----- | ------- |
| Кількість осіб: | 2898  | 2846    |
| Різниця:        |       | -1,79 % |